# Amenemope (Pharaon)
Usermaatre Amenemope (thế kỷ 11 — k. 992 TCN) là một vị vua của Vương triều thứ 21 trong lịch sử Ai Cập cổ đại. Amenemope được nghĩ là một người con trai của Pharaon Psusennes I và vương hậu Mutnedjmet. Tên của ông lúc sinh thời Amenemope / Amenemopet được dịch là "Amun tại lễ hội Opet".

## Trị vì
Amenemope đã cũng đồng trị vì trong những năm cuối vương triều của vua cha dựa theo dòng chữ từ một mảnh băng quấn xác ướp, được đọc là "[Năm ? dưới triều] vua Amenemope, năm 49 [dưới thời vua Psusennes I]". Tuy nhiên, có thể năm 49 này thuộc về Đại tư tế Amun Menkheperre thay vì Psusennes, do đó loại trừ việc đồng cai trị; tuy nhiên giả thuyết này đã bị Kenneth Kitchen từ chối. Theo ông, cuộn giấy cói Brooklyn 16.205 có nhắc đến một năm thứ 4 theo sau năm thứ 49, từng được nghĩ là thuộc về Shoshenq III và Pami, nhưng sau này được gán cho Psusennes I và Amenemope.
Tất cả các tác phẩm của Manetho ghi rằng Amenemope đã cai trị trong 9 năm. Không rõ thông tin về vợ cũng như con cái của nhà vua, và Amenemope được kế vị bởi Osorkon Già, một người không có liên quan gì mấy với ông.
Amenemope ít được chứng thực rõ ràng, ngoài ngôi mộ NRT III. Trong thời gian trị vì, ông đã tiếp tục trang hoàng đền thờ Isis và tiến hành bổ sung thêm cho một số ngôi đền ở Memphis.
Theo kết quả phân tích xác ướp, được thực hiện bởi tiến sĩ Douglas Derry, Amenemope qua đời ở độ tuổi khá cao. Có vẻ như nhà vua bị nhiễm trùng hộp sọ dẫn đến viêm màng não, nguyên nhân gây ra cái chết của ông.

## An táng

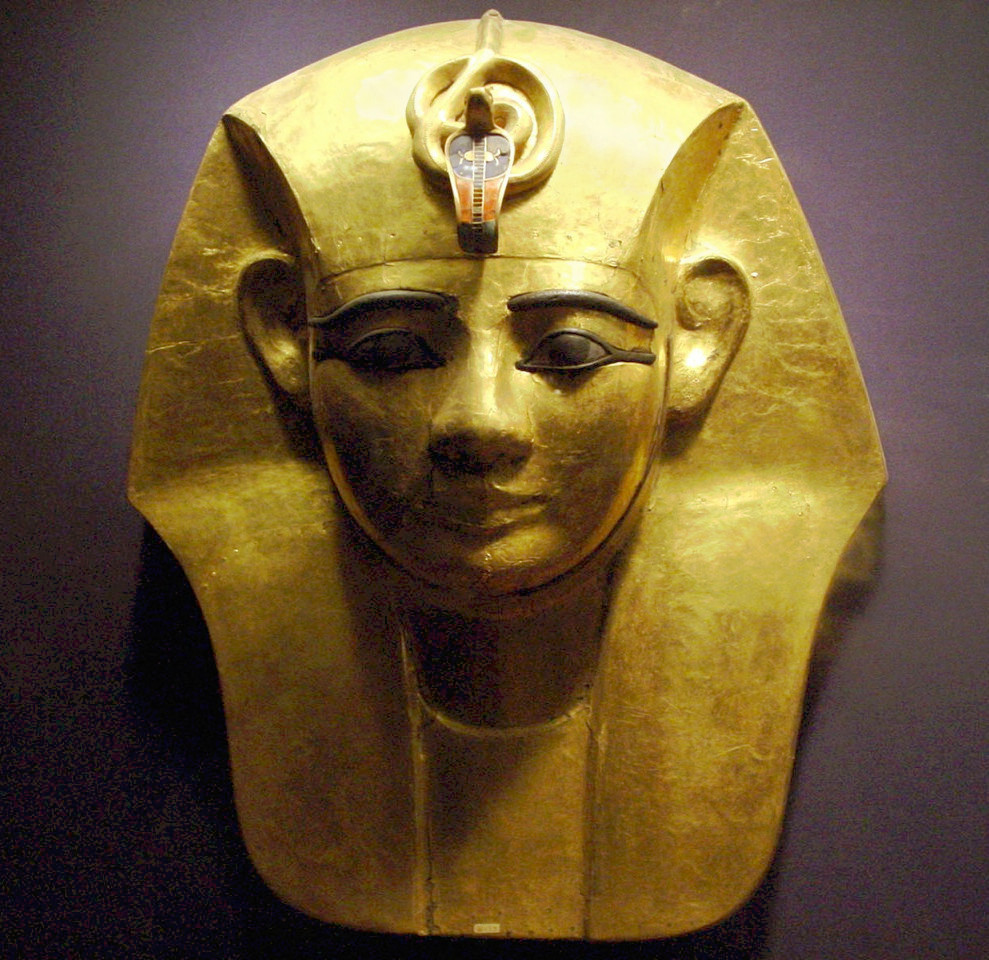
Một chiếc mặt nạ khác của Amenemope

Amenemope ban đầu được chôn cất tại ngôi mộ nhỏ NRT IV. Nhiều năm sau khi Amenemope qua đời, dưới triều vua Siamun, thi hài của Amenemope được chuyển sang ngôi mộ NRT III của vua cha. Tại đây, ông được táng tại phòng mộ ban đầu của mẹ mình, Mutnedjmet.
Lăng mộ hoàng gia NRT III được phát hiện còn nguyên vẹn bởi nhà Ai Cập học người Pháp Pierre Montet trong cuộc khai quật tại Tanis vào năm 1940. Ngôi mộ chứa đựng một kho báu quý giá bao gồm những mặt nạ bằng vàng, các cỗ quan tài cùng một số lượng lớn các đồ trang sức quý giá. Montet đã mở ngôi mộ của Amenemope vào tháng 4 năm 1940, chỉ một tháng trước khi quân Đức xâm lược nước Pháp trong Thế chiến II. Sau đó, tất cả các công việc khai quật phải ngừng đột ngột cho đến khi chiến tranh kết thúc. Montet chỉ tiếp tục công việc khai quật tại Tanis vào năm 1946 và sau đó công bố phát hiện của mình trong năm 1958.
Phòng mộ của Amenemope chứa một cái quách bằng đá granite không được trang trí, 4 chiếc bình canopic cùng những chiếc bình, hũ khác, và khoảng 400 bức tượng nhỏ shabti được tìm thấy trong đó. Một cỗ quan tài gỗ được dát vàng nằm trong quách đá, bên trong là chủ nhân của nó, Amenemope. Nhà vua được phủ bằng 2 chiếc mặt nạ vàng, cùng với đó là các món trang sức như dây chuyền, vòng tay, nhẫn đeo; 4 trong số chúng có mang tên vua Psusennes I.
Mặt nạ của nhà vua, hiện nằm ở Bảo tàng Cairo của Ai Cập, mô tả nhà vua khi còn trẻ. Không giống như Psusennes I, Amenemope được an táng với ít sự xa hoa hơn, bằng chứng là cỗ quan tài bằng gỗ được phủ bằng vàng lá thay vì bạc rắn, và chiếc mặt nạ mạ vàng chứ không phải là bằng vàng nguyên khối.

## Chú thích

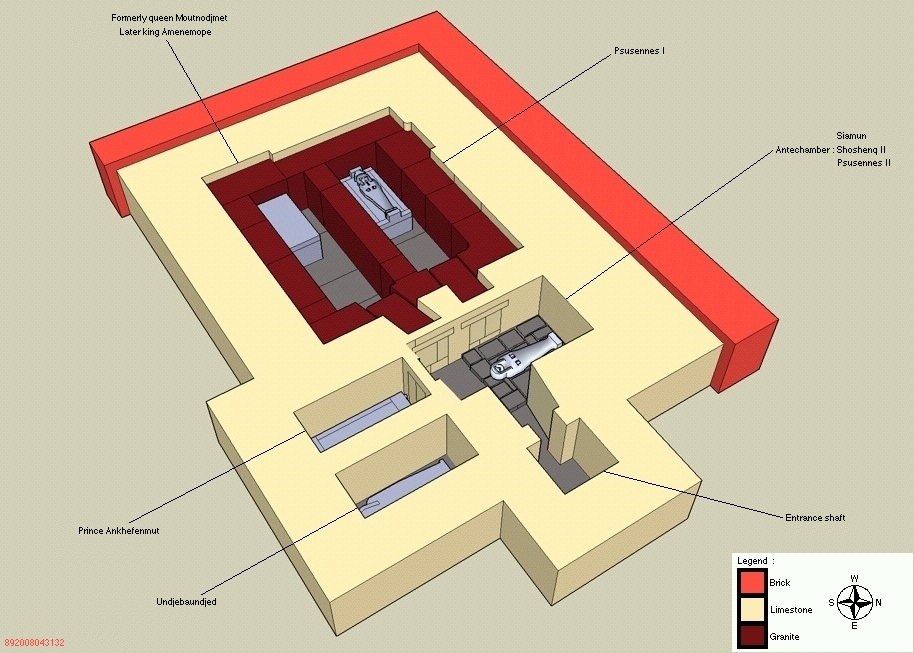
Hầm mộ Tanis NRT III